# Luiza Caspary
Luiza Caspary (Salvador, 12 de abril de 1989) é uma artista de voz, cantora, dubladora, locutora, compositora, atriz e publicitária brasileira conhecida pelos seus trabalhos pioneiros de acessibilidade à deficientes visuais e auditivos como artista brasileira, e pela dublagem de jogos em português além de mais de 10 mil peças publicitárias gravadas (incluindo jingles, trilhas e locuções) para diversas marcas e produtos.

## Biografia
Nascida em 12 de abril de 1989 em Salvador na Bahia, logo muito cedo já se mudou para o litoral gaúcho na cidade de Torres. Segundo a própria Luiza, sua família se reunia após o jantar para cantarolar um pouco, e foi onde ela já mostrou interesse pelo ramo artístico que sua mãe Márcia Caspary sempre incentivou e apoiou. Sua estreia no palco, foi com a peça “PRK 30 – O Segredo do Sucesso” com o quadro “Carmem Miranda” em 1997 aos 8 anos, dublava e cantava imitando a cantora, juntamente a sua prima, Carolina Salles, que vestida de menino, interpretava Ari Barroso. Na plateia estava o premiado ator Paulo Autran. Mas Foi a partir daí que as coisas começaram a acontecer quando Márcia, Luiza e sua irmã Marina se mudaram para a capital gaúcha.

## Carreira
Aos 9 anos, ingressou no Coral infantil da OSPA (Orquestra Sinfônica de Porto Alegre), onde aprendeu muito, e tomou gosto pela música e teatro. Em 2005 aos 16 anos levou o troféu de 2º lugar com a música "O Caminho Certo" no "8º Festival de Música de Porto Alegre". Sua música “Vem me nanar” foi trilha de um personagem na série “Nãts – Kzuka RBS TV” em 2007, Cantou na trilha sonora do filme “Antes que o Mundo Acabe”, o qual foi premiado na 33ª Mostra de Cinema Internacional de São Paulo 2009 com o Prêmio Itamaraty de melhor filme brasileiro da mostra, e 2º Festival de Paulínia 2009, onde foi premiado em 6 categorias, uma delas foi a de “melhor trilha sonora” Fez parte do projeto "You&Me live on stage" de música eletrônica, que estreou no Festival Planeta Atlântida 2009 e tocou em diversos desfiles, eventos e festas do gênero.  “No More Doubts” fez parte da série “Mulher de Fases” que foi veiculada em 2011 pelo canal pago HBO e reprisada mais duas vezes, e “O Caminho Certo” música que dá nome ao seu disco de estreia, faz parte da trilha sonora do filme “Insônia” que estreou em 2012 no Festival de Cinema de Gramado. Hoje Luiza tem mais de 100 músicas compostas misturando pop, rock e MPB.

## O Caminho Certo(2013)
No dia 22 de julho de 2013 foi lançado o seu álbum de estreia O Caminho Certo, no qual Luiza investiu sozinha durante 3 anos e contou com a ajuda de apoiadores através do Catarse, criando um financiamento coletivo onde quem ajudasse com os valores que pudessem teriam adquirido o CD antecipadamente nas formas físicas e digital, além de kits, agradecimentos no CD, e shows de uma hora dependendo do valor contribuído. O valor passou do estipulado e aproximadamente 200 apoiadores ajudaram Luiza no lançamento do seu disco que foi resultado de 15 anos de composições próprias e releituras. "O Caminho Certo" foi gravado em Porto Alegre entre 2010 e 2012 e foi produzido por Leo Henkin (compositor e guitarrista da banda Papas da Língua). O Disco inclui 10 músicas da autoria de Luiza, incluindo “O Caminho Certo”, “Mira tu Sonrisa” e “No more doubts” lançadas anteriormente como single, sendo a primeira música citada, seu single de estreia. O Clipe da música “O Caminho Certo” entrou na programação da MTV dia 22 de novembro de 2009, e foi exibido na TV Garagem do Faustão dia 3 de junho de 2010 no top 5 escolhido pelo público. O disco contém músicas em três idiomas: português, inglês e espanhol. Também, durante a época de lançamento do álbum de Luiza, além de possuir videoclipes no seu canal oficial, Luiza também liberou-os no seu canal da plataforma Vevo, separado do seu canal.

### Faixas
1. "Zum Zum Zum — 2:37
2. "O Que Será de Nós" — 3:03
3. "Think About It" — 3:29
4. "Mira tu Sonrisa" — 3:23
5. "Probably" — 3:06
6. "A Graça" — 3:34
7. "You're my light" — 3:58
8. "Vem me nanar" — 2:36
9. "Ainda Vou Além" — 3:45
10. "No More Doubts" — 3:35
11. "O Caminho Certo" — 4:14
12. "You Get What You Give" — 4:00

## Acessibilidade
Luiza é a primeira artista no Brasil a ter um clipe com o Recurso de Acessibilidade – Audiodescrição, e ter feito um show com o mesmo. Em 2011, o clipe da Música “O Caminho Certo” ganhou este recurso, para que pessoas com deficiência visual pudessem ouvir as cenas e entender as imagens. Em 2012, em Porto Alegre, a artista levou a Audiodescrição para seu show, descrevendo a sim mesma, seu figurino, a banda, a distribuição no palco. A platéia de 300 lugares estava cheia, e 10% do público que tinha cegueira ou baixa visão, se sentiu incluído e se divertiu bastante, afirma Luiza.

## Dublagem
Luiza é conhecida pelos gamers no Brasil pelo seu trabalho em localização de games para PlayStation 3 (que logo depois foi re-lançado para PlayStation 4) The Last Of Us onde dubla a personagem Ellie, uma garota de 14 anos que vive em um mundo pós-apocalíptico. Além de The Last Of Us, ela também narrou o jogo em 2D Child Of Light e dublou a personagem Elena em Uncharted 3. Luiza está no mundo da dublagem de games desde 2011 e sobre ser dubladora, Luiza diz que "sempre foi uma artista invisível", já que só escutam sua voz nos games. Fora sua participação em Far Cry 5 dublando a personagem Faith.  
| “ | Comecei [a dublar games] pelo fato de eu ser atriz e fazer locução, jingles e trabalhar com publicidade desde criança. Então acabou pintando um primeiro convite e eu me joguei. Todos os trabalhos (música, atuação e dublagem), são bem diferentes. No game a gente conta uma história e 'Child of Light' tem uma história super profunda. Existe um envolvimento maior, um cansaço maior. Parece que você fez uma peça de teatro de duas horas depois que sai do estúdio de gravação. É bem exaustivo. | ” |

Por seu trabalho como Elllie em The Last of Us Part II, Caspary foi indicada ao Prêmio Cubo de Ouro na categoria Dublagem Geek do Ano em 2021. Com o retorno da franquia em 2023 para uma versão live-action em série televisiva de mesmo título, mais uma vez retorna ao papel de Ellie a pedido dos fãs, desta vez dublando a atriz Bella Ramsey.

## Próximos projetos
Luiza tem 24 anos de carreira e atualmente está morando em São Paulo enquanto realiza shows em várias cidades do país, porém Luiza no momento disse estar focada no lançamento e divulgação do seu primeiro disco "O Caminho Certo" em pelo menos cinco estados brasileiros, principalmente na cidade de Salvador na Bahia, onde nasceu. Em 2015 Luiza viajou por vários países da Europa realizando shows e divulgando seu disco de estreia. Em 2016, afim de separar seu canal profissional com um conteúdo específico, Luiza começou um canal de vlogs no YouTube chamado LuluTV onde fala sobre sua vida pessoal, opiniões e referências artísticas que leva para a vida. Ainda em 2016, Luiza foi convidada para a segunda temporada do programa Na Voz Delas do Canal Bis, onde interpretou 13 músicas nacionais e internacionais. Em 2017, Luiza começou a gravar as faixas de seu segundo álbum de estúdio, Mergulho, lançado em 20 de setembro de 2019. Em 16 de outubro de 2021, ela mostrou prévias das faixas do seu primeiro EP chamado "Survivor" em uma live no seu canal do YouTube, que possui covers de músicas do jogo The Last of Us, e foi lançado em 26 de setembro de 2022, com um filme musical de acompanhamento que conta um pouco da história da vida de Luiza.